# Джоун Елиът Пикарт
Джоун Елиът Пикарт (на английски: Joan Elliott Pickart) е американска писателка на бестселъри в жанра исторически и съвременен любовен роман. Писала е и под псевдонима Робин Елиът (на английски: Robin Elliott).

## Биография и творчество
Джоун Елиът Пикарт е родена през 1943 г. в САЩ. Майка ѝ е била млада вдовица отгледала нея и двете ѝ сестри.
От началото на 80-те Джоун Пикарт започва да пише романси. Първият ѝ романс „Charade“ е публикуван през 1984 г. Тя е много продуктивен автор с над 100 романа.
Член е на Асоциацията на писателите на романси на Америка. Два пъти е била номинирана за наградата „РИТА“. Обществото на югозападните писатели на Америка я удостоява с награда за цялостно творчество.
Джоун Елиът Пикарт живее в Прескот, Аризона.

## Произведения

### Като Джоун Елиът Пикарт

#### Самостоятелни романи
- Charade (1984)
- Breaking All the Rules (1984)
- All the Tomorrows (1985)
- The Shadowless Day (1985)
- Fascination (1985)
- The Finishing Touch (1985)
- Look for the Sea Gulls (1985)
- Midnight Ryder (1985)
- Rainbow's Angel (1985)
- Sunlight's Promise (1985)
- Waiting for Prince Charming (1985)
- The Enchanting Miss Annabella (1986)
- The Eagle Catcher (1986)
- Journey's End (1986)
- Mr Lonelyhearts (1986)
- Secrets of Autumn (1986)
- Listen for the Drummer (1986)
- Kaleidoscope (1987)
- Wild Poppies (1987)
- Reforming Freddy (1987)
- Leprechaun (1987)
- Lucky Penny (1987)
- Illusions (1987)
- Midsummer Sorcery (1988)
- Kiss Me Again, Sam (1988)
- January in July (1988)
- Warm Fuzzies (1988)
- Tattered Wings (1988)
- Tucker Boone (1988)
- Man of the Night (1988)
- Serenity Cove (1988)
- Riddles and Rhymes (1989)
- To First Be Friends (1989)
- Holly's Hope (1989)
- Sweet Bliss (1989)
- The Magic of the Moon (1989)
- Mixed Signals (1990)
- Whispered Wishes (1990)
- The Bonnie Blue (1990)
- Preston Harper, MD (1990)
- Storming the Castle (1990)
- To Love and to Cherish (1990)
- Мечтата на Пейсли, From This Day Forward (1991)
- Memories (1991)
- The Devil in Stone (1991)
- Irresistible (1991)
- Night Magic (1992)
- Angels Singing (1993)
- Amber, Sing Softly (1994)
- Apache Dream Bride (1996)
- Just My Joe (1999)
- Gauntlet Run (1999)
- Heaven On Earth (2001)
- Single with Twins (2001)
- MacAllister's Wager (2002)
- The Hero Returns (2006)

#### Серия „Бебешки залог“ (Baby Bet)
1. Angels and Elves (1995)
2. Friends, Lovers...and Babies! (1996)
3. The Father of Her Child (1996)
4. To a MacAllister Born (2000)
5. His Secret Son (2000)
6. Baby, MacAllister-made (2000)
7. Her Little Secret (2001)
8. Plain Jane MacAllister (2002)
9. Macallister's Return (2005)
10. Home Again (2005)
11. A Bride By Christmas (2005)

#### Серия „Тексаски семеен мъж“ (Texas Family Men)
1. Texas Dawn (1997)
2. Texas Glory (1997)
3. Texas Moon (1997)
4. Texas Baby (1997)

#### Серия „Ергенски залог“ (Bachelor Bet)
1. The Irresistible Mr. Sinclair (1999)
2. Taming Tall, Dark Brandon (1999)
3. The Most Eligible MD (1999)

#### Серия „Бебешки залог: Подаръците на Макалистър“ (Baby Bet: MacAllister's Gifts)
1. The Royal MacAllister (2002)
2. Tall, Dark and Irresistible (2002)
3. The Marrying Macallister (2003)
4. Accidental Family (2004)

#### Серия „Жените от долината Уилоу“ (Willow Valley Women)
- A Wedding in Willow Valley (2006)

#### Участие в съвместни серии с други писатели

##### Серия „Любовна кола!“ (Lovestruck!)
- Family Secrets (1989)

от серията има още 5 романа от други автори

##### Серия „Това е моето бебе!“ (That's My Baby!)
- Texas Baby (1997)

от серията има още 28 романа от други автори

##### Серия „Монтана Маверик“ (Montana Mavericks)
- Wife Most Wanted (1998)

от серията има още 50 романа от други автори

##### Серия „Следвай това бебе“ (Follow that Baby)
- The Rancher and the Amnesiac Bride (1998)

от серията има още 4 романа от други автори

##### Серия „Семейство Ранчинг“ (Ranching Family)
8. Baby Love (1999) – сборник в серията на Виктория Пейд

##### Серия „Кралска сватба“ (Royally Wed)
5. Man...Mercenary...Monarch (2000)
от серията има още 15 романа от други автори

##### Серия „Семейни тайни“ (Family Secrets)
10. The Parker Project (2004)
от серията има още 19 романа от други автори

##### Серия „Най-вероятно да ...“ (Most Likely to...)
- The Homecoming Hero Returns (2005)

от серията има още 5 романа от други автори

#### Сборници
- A Mother's Gift (1998) – с Катлийн Ийгъл и Емили Ричардс
- Baby Love (1999) – с Виктория Пейд
- His Secret Life (2000) – с Б.Дж. Джеймс
- Crowned Hearts (2001) – с Даяна Палмър и Линда Търнър
- Body of Evidence (2003) – с Джъстин Дейвис и Джаки Мерит

(частично)

#### Документалистика
- A Little Christmas Cookbook (1997)

### Като Робин Елиът

#### Самостоятелни романи
- Call It Love (1985)
- Rendez-Vous D'amour (1986)
- Picture of Love (1986)
- Pennies in the Fountain (1986)
- Dawn's Gift (1986)
- Brookes Chance (1986)
- Betting Man (1987)
- Silver Sands (1987)
- Lost and Found (1987)
- Out of the Cold (1988)
- Sophie's Attic (1992)
- Not Just Another Perfect Wife (1993)
- Rancher's Heaven (1994)
- Mother at Heart (1995)

#### Участие в съвместни серии с други писатели

##### Серия „Мъж на месеца“ (Man of the Month)
- Haven's Call (1994)

от серията има още 86 романа от други автори